# Raisen
Raisen és una ciutat i un municipi del districte de Raisen a l'estat indi de Madhya Pradesh. És la seu administrativa del districte de Raisen. Raisen pren el nom del massís fort al cim d'un turó. La ciutat està situada als peus del massís. El nom és probablement una corrupció de Rajavasini o Rajasayan, la residència reial. Els famosos llocs a visitar al districte de Raisen són el fort de Raisen, el dargah i la estepa de Sanchi. Hi ha prop de 45 km fins a la capital de l'estat, Bhopal.
El terreny al voltant de Raisen és pla. El punt més alt al voltant de 577 metres i 1,0 km al sud-oest de Raisen. Hi ha al voltant de 134 persones per quilòmetre quadrat al voltant de Raisen, que són relativament poblades. Raisen és la ciutat més gran de la zona. Els camps al voltant de Raisen estan gairebé coberts per terres agrícoles.
La sabana climàtica. La temperatura mitjana és de 27 °C. El mes més càlid és maig, a 36 °C, i el gener més fresc, a 18 °C. La pluviometria mitjana és de 1.506 mil·límetres per any. El mes més recent va ser juliol, amb 600 mil·límetres de pluja, i el novembre després, a 1 mil·límetre.

## Geografia
Raisen està localitzada a les coordenades 23° 20′ N, 77° 48′ E / 23.33°N,77.8°E. Té una elevació mitjana de 445 metres. La regió és predominantment agrària.

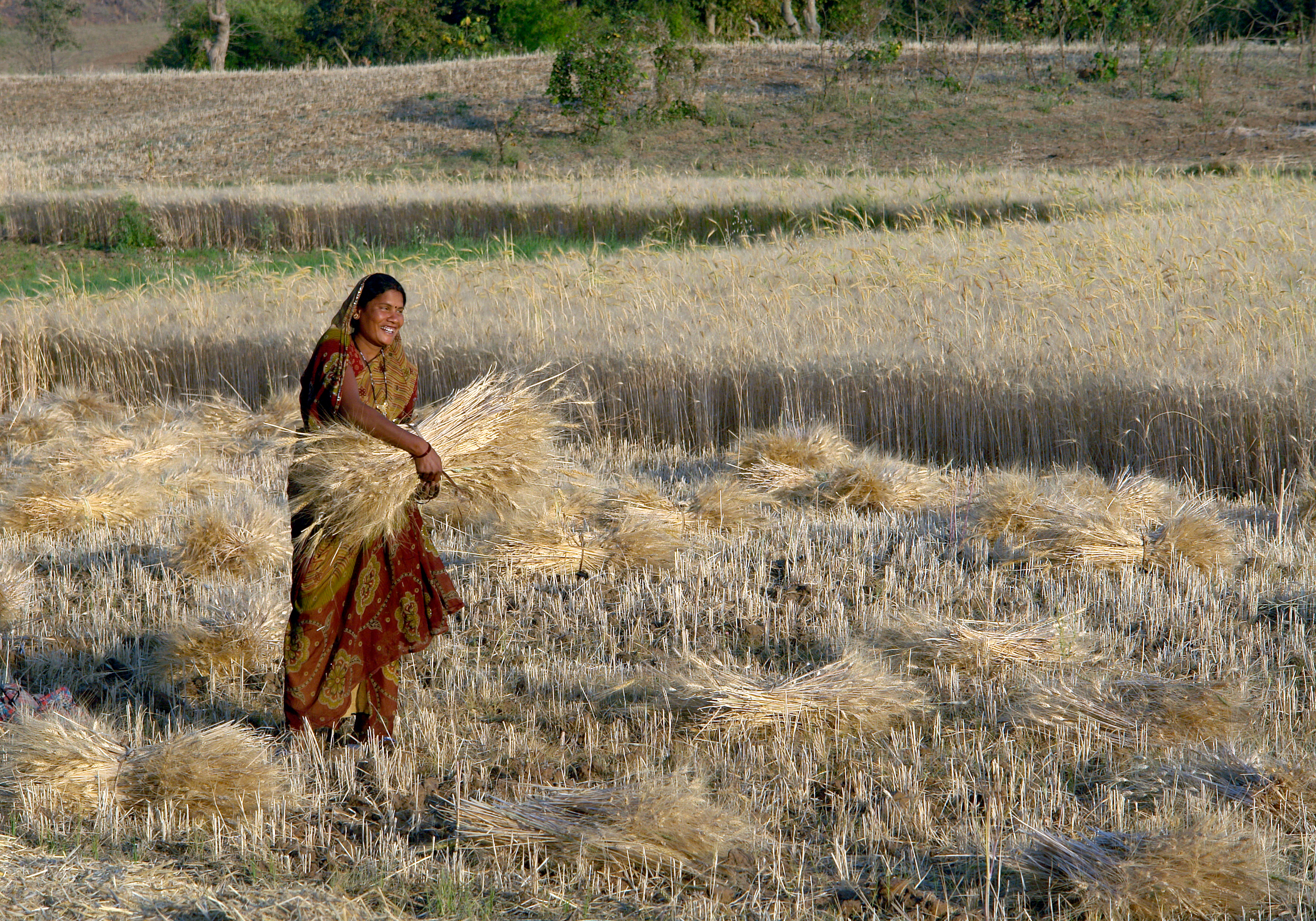
Dona collint blat, districte de Raisen.

## Demografia
El 2001 al cens índi, Raisen tenia 35.553 habitants. Els homes constitueixen el 53% de la població i les dones el 47%. Raisen té una taxa d'alfabetització mitjana del 66%, superior a la mitjana nacional del 59,5%: l'alfabetització masculina és del 72% i l'alfabetització femenina del 59%. A Raisen, el 15% de la població té menys de 6 anys. Segons una estimació, el 2010 tenia 49.018 habitants.